# Martien Vreijsen
Martien Vreijsen, de son nom complet Nicolaas Martinus Hubertus Johannes Vreijsen est un footballeur néerlandais né le 15 novembre 1955 à Bréda. Il évoluait au poste d'attaquant.

## Biographie

### En club
Avec le club du Feyenoord Rotterdam, il atteint les quarts de finale de la Coupe de l'UEFA en 1977.

### En équipe nationale
Il fait partie du groupe néerlandais lors de l'Euro 1980.
Il reçoit une unique sélection en équipe des Pays-Bas le 11 juin 1980 lors de l'Euro 1980 contre la Grèce,.

## Carrière
- 1972-1975 :  NAC Breda
- 1975-1977 :  Feyenoord Rotterdam
- 1977-1981 :  NAC Breda
- 1982-1986 :  FC Twente

## Palmarès
Avec le NAC Breda :
- Vainqueur de la Coupe des Pays-Bas en 1973